# La sombra (película de 1994)
La Sombra es una película de 1994, dirigida por Russell Mulcahy y basada en el personaje creado por Walter B. Gibson en 1931. El filme es uno de los muchos que tienen a este personaje como protagonista, pero es por amplio margen la más costosa y pródiga de esas producciones, con un presupuesto estimado de 40 millones de dólares y una cara campaña de publicidad.
Con actuación principal de Alec Baldwin, el filme pretendía ser un gran éxito del verano e iniciar una nueva franquicia de películas, que sería acompañada por una línea de ropa y de juguetes. A pesar de las buenas intenciones, la película fracasó. Fue mal recibida tanto por los críticos como por el público. La franquicia nunca se materializó, aunque algunos juguetes fueron comercializados durante el período de lanzamiento.

## Argumento

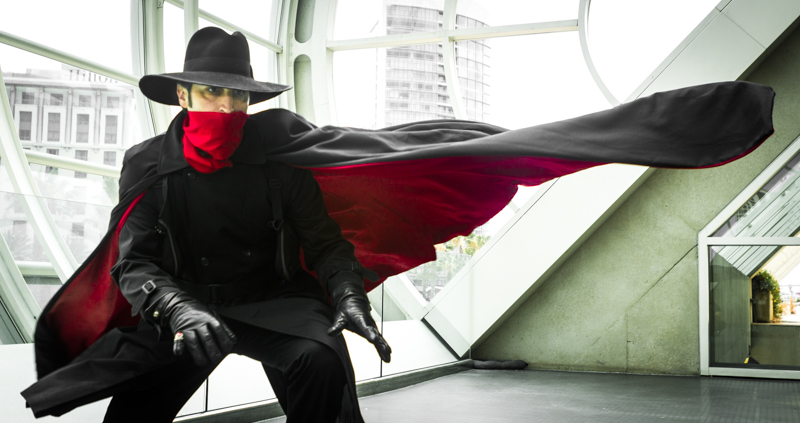
Cosplay de La Sombra

En el Tíbet, después de la Primera Guerra Mundial, un estadounidense llamado Lamont Cranston (Alec Baldwin), sucumbiendo a sus oscuros instintos, se establece como un señor de la guerra y un rey del opio bajo el alias de Yin-Ko (Chino mandarín para "Águila oscura") . Es secuestrado por sirvientes del Tulku (Brady Tsurutani, con la voz de Barry Dennen), un hombre santo que exhibe poderes de otro mundo y conoce la identidad de Cranston. Le ofrece a Cranston la oportunidad de redimirse y convertirse en una fuerza del bien. Cranston se niega, pero es silenciado por el Phurba (Frank Welker), una daga mística sensible voladora. Finalmente, Cranston permanece bajo la tutela del Tulku durante siete años. Además de someterse a un entrenamiento físico riguroso, aprende cómo hipnotizar a los demás, leer sus mentes y doblar sus percepciones para que no pueda ser visto, excepto, por supuesto, su sombra.
Al regresar a la ciudad de Nueva York, Cranston retoma su vida anterior como un rico playboy. Él secretamente opera como La Sombra, un vigilante que aterroriza el bajo mundo de la ciudad. Recluta a algunas de las personas a las que salva de criminales para que actúen como sus agentes, proporcionándole información y conocimientos especializados. La identidad secreta de Cranston está en peligro al conocer a Margo Lane (Penélope Ann Miller), una mujer de la alta sociedad que también es telepática.
Shiwan Khan (John Lone), el rebelde protegido y asesino de Tulku cuyos poderes aparentemente superan a los de Cranston, se despierta en un sarcófago que alguna vez mantuvo a su antepasado: el fundador del imperio mongol Genghis Khan. Él usa la hipnosis para hacer que un guardia de seguridad (Ethan Phillips) se pegue un tiro en la cabeza después de que el guardia se negase a unirse al ejército de Khan. Khan planea cumplir la meta de dominación mundial de su antepasado. Le ofrece a Cranston una alianza, pero Cranston se niega. Cranston adquiere una rara moneda de Khan y descubre que está hecha de un metal llamado "bronzium" (una forma impura de uranio) que teóricamente puede generar una explosión atómica. Se entera de que el padre de Margo, Reinhardt (Ian McKellen), un científico que trabaja en la construcción de un dispositivo atómico para el Departamento de Guerra ha desaparecido, y se da cuenta de que Khan necesita a Reinhardt y su invención para construir una bomba atómica.
Shiwan Khan hipnotiza a Margo y le ordena que mate a La Sombra. Ella va a la casa de Cranston, pero este la libera. Se da cuenta de que, dado que se le ordenó matar a la Sombra e instintivamente fue a la casa de Cranston, él es la Sombra. Cranston se prepara para rescatar al padre de Margo, pero se ve frustrado por los secuaces de Khan, especialmente cuando el ayudante de Reinhardt, Farley Claymore (Tim Curry), se alía con Khan. La Sombra descubre la ubicación de la guarida de Khan, el lujoso Hotel Monolith, un edificio en el medio de la ciudad que Khan ha vuelto invisible. Sabiendo que Reinhardt ha completado la bomba bajo el control hipnótico de Khan, La Sombra ingresa al hotel para un enfrentamiento final con Khan.
La Sombra se abre camino a través del edificio e hipnóticamente influye en Claymore para que salte de un balcón hasta su muerte para evitar que construya otra bomba. Encuentra a Khan, pero es sometido por el Phurba. La Sombra se da cuenta de que solo una mente pacífica puede controlar verdaderamente a Phurba y él toma el mando de la daga. La Sombra lo lanza al torso de Khan, creando un lapso en el control hipnótico de Khan que libera a Reinhardt y restaura la visibilidad del hotel. La Sombra persigue a Khan en las entrañas del edificio, mientras que Margo y Reinhardt desarman la bomba. La Sombra derrota a Khan arrojando telequinéticamente un fragmento de espejo en el lóbulo frontal del cráneo de Khan.
Un Khan confundido se despierta en una celda acolchada en un hospital psiquiátrico, descubriendo que sus poderes ahora se han ido. Uno de los médicos, también un agente de La Sombra, le dice a Khan que pudieron salvarle la vida al quitar una parte de su cerebro "que nadie usa", lo que en realidad controlaba sus habilidades psíquicas. Cranston y Margo comienzan una relación amorosa y unen sus fuerzas para luchar contra el crimen.

## Reparto
- Alec Baldwin es Lamont Cranston / The Shadow[1]
- John Lone es Shiwan Khan, descendiente de Genghis Khan.
- Penelope Ann Miller es Margo Lane.
- Peter Boyle es Moses "Moe" Shrevnitz.
- Ian McKellen es Dr. Reinhardt Lane.
- Tim Curry es Farley Claymore.[2]
- Jonathan Winters es Wainwright Barth.
- Sab Shimono es Dr. Roy Tam
- Andre Gregory es Burbank.
- James Hong es Li Peng.
- Joseph Maher es Isaac Newboldt.
- Max Wright es Berger.
- Ethan Phillips es Nelson.
- Frank Welker es la voz de Phurba.
- Barry Dennen es la voz de Tulku (no acreditado).

## Producción
El productor Martin Bregman compró los derechos de La Sombra en 1982. El guionista David Koepp escuchaba el programa radial de La Sombra que radio CBS reproducía los domingos por la noche y fue contratado en 1990 para escribir un nuevo esbozo del superhéroe, siendo capaz de encontrar el tono indicado que el estudio quería. Bregman recuerda, "Algunos de ellos eran livianos, otros eran oscuros, y otros se suponía que eran divertidos, cosa que no eran. Simplemente no funcionó". El guion de Koepp se basó predominantemente en las novelas, mientras que el tono de fondo fue tomado del programa radial, con el argumento generado por el mismo Koepp con permiso de Bregman. En un intento para diferenciar la película de otros filmes de superhéroes de la época, Koepp se enfocó en "la frase ‘¿Quien sabe cual es el mal latente en el corazón de los hombres?’ y me pregunté como sabía él que mal latía en el corazón de los hombres. Y decide que tal vez él estaba inconfortablemente familiarizado con el mal en su propio corazón". Para Koeep, el filme se convirtió entonces en una "historia de culpa y expiación". Él escogió a Shiwan Khan como el villano del filme porque "era valiente y sabía lo que estaba haciendo: quería conquistar el mundo. Eso era simple, quizá un poco ambicioso, pero sabía exactamente lo que quería."
Koepp usualmente no escribía con un actor en mente, pero con anterioridad imaginó a Alec Baldwin como Lamont Cranston/La Sombra. Koepp también fue a los ensayos e incorporó bastante del humor de Baldwin en el guion. 
Mientras trabajaba en Razorback: los colmillos del infierno en 1984, el director Russell Mulcahy se enteró de que Bregman había adquirido los derechos de La Sombra, pero no lo tomó seriamente cuando escuchó que Robert Zemeckis podría dirigirla. Mientras trabajaba en un filme llamado Seducción peligrosa para Bregman, se enteró de que no había encontrado director para la película de La Sombra. Él le preguntó a Bregman y este accedió a tenerlo como director. Mientras trabajaba en la película Extremadamente peligrosa, también producida por Bregman, la estrella del filme Kim Basinger, recomendó a su entonces marido, Baldwin, para protagonizar La Sombra. Según Bregman muy pocos actores fueron considerados para el papel. A través de los años Roy Scheider y Jeremy Irons fueron sugeridos.
La película fue filmada en los estudios de Universal en Hollywood en cinco escenarios durante 60 días. Aunque se sufrieron atrasos cuando un terremoto destruyó el set del Salón de los Espejos.  
Mulcahy dijo "Hay muchos efectos especiales en este filme, pero no es un filme de efectos especiales. Esta es una película conducidad por la historia. Los efectos especiales son parte de la historia". Según la supervisora de efectos especiales Alison Savitch, el filme no pretendía ser un filme de efectos especiales, ya que contaba con sólo 50 a 70 tomas. Para cuando el filme estaba terminado, tenía 230 tomas de efectos especiales. Esto incluía la ciudad de Nueva York de 1930 creada con miniaturas y pintura mate.
Mientras se hacía la película, Mulcahy mencionó que una secuela podría tener a Voodoo Master como villano.

## Estrenos mundiales
| País                                                                          | Fecha de estreno                  |
| ----------------------------------------------------------------------------- | --------------------------------- |
| Alemania                                                                      | Jueves 27 de octubre de 1994      |
| Argentina                                                                     | Jueves 20 de octubre de 1994      |
| Australia                                                                     | Jueves 19 de enero de 1995        |
| Austria                                                                       | Viernes 28 de octubre de 1994     |
| Bélgica                                                                       | Miércoles 9 de noviembre de 1994  |
| Belice · Costa Rica · El Salvador · Guatemala · Honduras · Nicaragua · Panamá | Viernes 23 de septiembre de 1994  |
| Brasil                                                                        | Viernes 14 de octubre de 1994     |
| Bulgaria                                                                      | Viernes 20 de enero de 1995       |
| Chile                                                                         | Jueves 6 de octubre de 1994       |
| Chipre                                                                        | Viernes 9 de diciembre de 1994    |
| Colombia                                                                      | Jueves 10 de noviembre de 1994    |
| Corea del Sur                                                                 | Sábado 12 de noviembre de 1994    |
| Croacia                                                                       | Jueves 26 de enero de 1995        |
| Dinamarca                                                                     | Viernes 18 de noviembre de 1994   |
| Ecuador                                                                       | Miércoles 16 de noviembre de 1994 |
| Egipto                                                                        | Lunes 1 de mayo de 1995           |
| Eslovenia                                                                     | Jueves 19 de enero de 1995        |
| España                                                                        | Viernes 11 de noviembre de 1994   |
| Estados Unidos · Canadá                                                       | Viernes 1 de julio de 1994        |
| Filipinas                                                                     | Miércoles 26 de octubre de 1994   |
| Finlandia                                                                     | Viernes 28 de octubre de 1994     |
| Francia                                                                       | Miércoles 2 de noviembre de 1994  |

| País                         | Fecha de estreno                   |
| ---------------------------- | ---------------------------------- |
| Grecia                       | Viernes 18 de noviembre de 1994    |
| Hong Kong                    | Jueves 8 de diciembre de 1994      |
| Hungría                      | Jueves 23 de febrero de 1995       |
| India                        | Viernes 10 de marzo de 1995        |
| Indonesia                    | Martes 29 de noviembre de 1994     |
| Israel                       | Viernes 2 de diciembre de 1994     |
| Italia                       | Viernes 24 de febrero de 1995      |
| Japón                        | Sábado 12 de noviembre de 1994     |
| Líbano                       | Viernes 30 de diciembre de 1994    |
| Malasia                      | Jueves 20 de octubre de 1994       |
| México                       | Viernes 23 de septiembre de 1994   |
| Noruega                      | Viernes 27 de enero de 1995        |
| Nueva Zelanda                | Viernes 2 de diciembre de 1994     |
| Países Bajos                 | Jueves 10 de noviembre de 1994     |
| Perú                         | Viernes 14 de octubre de 1994      |
| Polonia                      | Viernes 28 de octubre de 1994      |
| Portugal                     | Viernes 4 de noviembre de 1994     |
| Reino Unido Irlanda          | Viernes 18 de noviembre de 1994    |
| República Checa · Eslovaquia | Jueves 22 de diciembre de 1994     |
| República Dominicana         | Jueves 24 de noviembre de 1994     |
| Rumania                      | Viernes 3 de febrero de 1995       |
| Singapur                     | Jueves 1 de diciembre de 1994      |
| Sudáfrica                    | Viernes 25 de noviembre de 1994    |
| Suecia                       | Viernes 11 de noviembre de 1994    |
| Suiza                        | Viernes 28 de octubre de 1994      |
| Tailandia                    | Sábado 19 de noviembre de 1994     |
| Taiwán                       | Sábado 29 de octubre de 1994       |
| Turquía                      | Viernes 23 de diciembre de 1994    |
| Uruguay                      | Viernes 24 de febrero de 1995      |
| Venezuela                    | Miércoles 28 de septiembre de 1994 |

## Música
El álbum de la música, compuesto de piezas seleccionadas por Jerry Goldsmith como por varias canciones para la película, fue lanzado en 1994 por el sello Arista Records.
CD Track Listing:
1. The Shadow Knows... 1994 (Diálogo, hablado por Alec Baldwin) [:08]
2. Original Sin (Theme from The Shadow) (Escrito por Jim Steinman, interpretado por Taylor Dayne) [6:27]
3. The Poppy Fields (Main Title) [3:16]
4. Some Kind of Mystery (Escrito por Diane Warren, interpretado por Sinoa) [3:48]
5. The Sanctum [3:33]
6. Who Are You? [4:02]
7. Chest Pains [3:26]
8. The Knife [3:05]
9. The Hotel [5:53]
10. The Tank [4:08]
11. Frontal Lobotomy [2:28]
12. Original Sin (Theme from The Shadow) Film Mix (Escrito por Jim Steinman, interpretado por Taylor Dayne) [5:02]
13. The Shadow Radio Show 1937: Who Knows What Evil Lurks in the Hearts of Men? (Diálogo, hablado por Orson Welles) [:29]